# Стронгілоїдоз
Стронгілоїдо́з (застар. «кохінхінська діарея»; англ. Strongyloides stercoralis infection, лат. Strongyloidosis) — гельмінтоз, який спричинюють кишкові вугриці з роду Strongyloides. Ця паразитарна інвазія характеризується в клінічному плані хронічним перебігом з переважним ураженням органів травної системи і системною алергією.

## Історичні відомості
Стронгілоїдоз під назвою «кохінхінська діарея» вперше описав французький лікар Л. А. Норман в 1876 році у солдат, які поверталися до Франції з Кохінхіни (фр. Cochin-China) (району дельти річки Меконга у південно-східному Індокитаї). Він знайшов в їх фекаліях нового паразита. У 1876-77 роках французький зоолог і фармаколог Артур Баве в стінці тонкої кишки людей, загиблих від такої діареї, виявив мікроскопічних нематод, які морфологічно відрізнялись від тих, які раніше були знайдені у фекаліях. Він описав нематоду як окремий вид Anguillula stercoralis. У 1879 році видатний італійський паразитолог Джованні Баттіста Грассі надав ґрунтовні відомості при життєвий цикл паразита, надалі дав найменування новому роду паразитів — грец. Στρογγυλός — округлий і грец. όμοιος — подібний. Біологічний цикл збудника розшифрував німецький зоолог Рудольф Лейкарт у 1882 році, який встановив, що всі до цього знайдені окремо личинки та дорослі особини належать одному паразиту. У 1901—1902 роках бельгійський лікар П. Ван Дюрм описав перкутанний шлях зараження при стронгілоїдозі, тоді ж зоологи Ч. Стайлз і А. Гассалл дали остаточну назву збуднику Strongyloides stercoralis. У 1914 році німецький паразитолог Ф. Фюллеборн виявив феномен автоінвазії й показав на собаках, як він реалізується. Надалі було відкрито ще багато представників роду Strongyloides, які паразитують у тварин, і деякі з них здатні заражати людей, зокрема Strongyloides fuelleborni, який є паразитом мавп і досить часто уражає людей, та Strongyloides fuelleborni kellyi, який знайдений у мавп у Новій Гвінеї і також має схильність до ураження людей, але з них тільки Strongyloides stercoralis є повністю антропонозним збудником.

## Актуальність
Стронгілоїдоз поширений переважно в країнах тропічного і субтропічного кліматичного пояса, але його спостерігають і в районах помірного клімату. Вважають, що від 30 до 100 млн людей в світі хворіють на стронгілоїдоз, хоча точна кількість хворих в ендемічних регіонах невідома, за іншими даними інвазовано до 370 млн людей. Значну ураженість людей стронгілоїдозом відзначають у країнах Східної та Південної Африки (до 25-30 %), Південно-Східної Азії (до 18 %), в країнах Південної Америки (від 4 % до 31 %). У країнах Європи показники ураженості населення стронгілоїдозом становлять 1-2 %, і тільки в окремих зонах (Румунія) досягають 20 %.
Стронгілоїдоз реєструють і в різних областях України з частотою 0,1-5 %. Випадки хвороби виявлені в багатьох регіонах України, майже повсюдно, але найбільша поширеність відзначена в лучно-степовій зоні Придністров'я, Закарпаття, Поліської низовини, на Волині. Показано, що вологий клімат рівнинних територій західних областей України створює сприятливі умови для розвитку ґрунтових стадій паразитів, прохолодний режим гірських Карпат гальмує цей процес.
Особливого значення на сьогодні ця інвазія заслуговує через факт того, що вона є ВІЛ-індикаторною і при цьому набуває тяжкого генералізованого характеру.

## Етіологія

### Класифікація кишкових вугриць і морфологія
Основного збудника людського стронгілоїдозу — Strongyloides stercoralis відносять до роду Strongyloides, типу Nematoda. У цьому роді є ще 2 види патогенних для людини кишкових вугриць — Strongyloides fuelleborni та Strongyloides fuelleborni kellyi, але вони в Україні не зустрічаються, уражають невелику кількість осіб в Африці та Папуа-Новій Гвінеї. Кишкові вугриці є дуже дрібними нематодами, яйця їх прозорі, овальної форми.

### Цикл розвитку

#### Всередині кишок
Паразит має складний цикл розвитку з можливим чергуванням вільноживучих і паразитуючих поколінь статевозрілих черв'яків. Розвиток гельмінта йде без проміжного хазяїна, проходить зі зміною поколінь, як тих, які живуть вільно, так і паразитичних. Статевозрілі самиці паразитичного покоління локалізуються в організмі людини в товщі слизової оболонки дванадцятипалої кишки, при інтенсивній інвазії можуть проникати в шлунок, слизову тонкої та товстої кишки, панкреатичні та жовчні ходи. Запліднені самки, які паразитують у слизовій оболонці тонкої кишки, відкладають туди за добу до 50 яєць, з яких у просвіт ліберкюнових залоз, а потім і кишки виходять рабдитоподібні личинки завдовжки 0,2-0,3 мм. Іноді личинки вилуплюються безпосередньо в порожнини матки самки, в цьому випадку самиця народжує вже живі личинки. Ці личинки виділяються з фекаліями у довкілля, де перетворюються або на філярієподібних личинок, або на статевозрілих самців і самок, які живуть вільно і здатні відкладати яйця.

#### У ґрунті
За наявності зовнішніх сприятливих умов (температура 26-28 °C і достатня вологість ґрунту) розвивається вільноживуче покоління гельмінтів: з рабдитоподібних личинок, які потрапили з фекаліями в ґрунт, розвиваються статевозрілі форми, які можуть не тільки жити, але і розмножуватися у довкіллі. За певних умов (зниження температури навколишнього середовища нижче 25 °C) вільноживучі рабдитоподібні личинки можуть перетворюватися на інвазивні філярієподібні личинки. Вони здатні зберігатися в ґрунті до 3-4 тижнів. Зниження температури нижче 0 °C, висихання ґрунту сприяють швидкій їх загибелі.

#### Потрапляння до організму
Філярієподібні личинки в організм людини проникають через шкіру або через рот з водою і їжею. Якщо зараження відбулося через шкіру (перкутанно), личинки здійснюють міграцію в організмі, досягають кишки через дихальні шляхи, глотку, стравохід.

Життєвий цикл Strongyloides stercoralis.

## Епідеміологічні особливості

### Джерело і резервуар
Джерело інвазії — людина, яка хворіє на стронгілоїдоз і виділяє у зовнішнє середовище живі личинки. Заражені люди за відсутності гігієнічних навичок можуть бути безпосередньо заразними для оточуючих. Ґрунт є резервуаром при стронгілоїдозі.

### Механізм і фактори передачі
Механізм зараження — контактний, інфікування реалізується при проникненні личинок через шкіру при контакті з контамінованим ґрунтом. Іноді інвазування відбувається й оральним механізмом при ковтанні личинок (вживання забруднених ними ягід, овочів, фруктів, води). Тривалий перебіг захворювання, ймовірно, обумовлений можливістю реалізації внутрішньокишкового типу розвитку паразита з автоінвазією, коли при уповільненій евакуації кишкового вмісту рабдитоподібні личинки перетворюються на філярієподібні безпосередньо в кишці. Іноді автоінвазія може бути зовнішньокишковою, коли рабдитоподібні личинки перетворюються на філярієподібні в промежині у неохайних осіб, після чого повертаються знову в кишку. За відсутності застереження і при низькому рівні гігієнічних навичок людина може безпосередньо від хворого через рукостискання, предмети побуту отримати філярієподібні личинки і непомітно для себе заковтнути їх.

### Сприйнятливий контингент та імунітет
У країнах з теплим і вологим кліматом розвиток личинок паразита до інвазійних стадії у відкритому ґрунті відбувається цілий рік. У зонах з помірним кліматом періоди поширення цієї інвазії лімітуються термінами теплого періоду року. Через це хворіти можуть ті особи, які мають частий контакт із ґрунтом. Стронгілоїдоз може поширюватися як невелика епідемія серед шахтарів, землекопів у випадках порушення ними санітарно-гігієнічного режиму. Імунітет не прояснений. Можливе вироблення антитіл проти личинок паразита, що здатне послабити інтенсивність процесу автоінвазії та, навіть, призводити до елімінації паразита.

## Патогенез

### Загальні риси
Гельмінт потрапляє через шкіру чи рот. У ранню міграційну фазу гельмінтозу основне значення мають сенсибілізуюча дія антигенів личинок і запальні реакції слизової оболонки кишки в місцях паразитування дорослих черв'яків. При хронічному перебігу стронгілоїдозу розвиваються атрофічні зміни слизової оболонки кишки, порушується всмоктування поживних речовин, що призводить до аліментарної (харчової) недостатності, кахексії. Кишкова стадія стронгілоїдоза розвивається через 20-30 днів після зараження. Паразитування гельмінтів у слизовій оболонці супроводжується пошкодженням її: виникненням крововиливів, еозинофільної інфільтрації ерозій, а нерідко й виразок слизової оболонки. Яйця, які самиці відкладають в підслизовому шарі, розкриваються поблизу епітеліального шару, спричиняючи додаткові місцеві пошкодження тканин. Кишкові ушкодження проявляються синдромами порушення всмоктування жиру і вуглеводів. Ентеропатія супроводжується втратою білка, що зумовлює гіпопротеїнемію. Гранульоми можуть виявлятися не тільки у кишці та шлунку, але й в печінці та інших органах. Вони містять гігантські багатоядерні клітини, що підтверджує розвиток гіперергічного стану.

### Автоінвазійний процес
Пригнічується нормальною імунною відповіддю. У пацієнтів з порушеннями клітинного імунітету автоінвазія може призвести до виникнення двох найтяжчих клінічних форм стронгілоїдозу:
- гіперінфекційного синдрому;
- генералізації.

Наявність аутоінфекції є основною ознакою, яка відрізняє стронгілоїдоз від інших широко поширених інвазій, які спричинюють геогельмінти (аскаридоз, трихоцефальоз, анкілостомідози).

#### Гіперінфекційний синдром
Проявляється пришвидшенням нормального життєвого циклу Strongyloides stercoralis, що призводить до розвитку великої кількості збудників без поширення личинок за межі звичайної схеми міграції, тобто з локалізацією в травній системі, легенях.

#### Генералізація
А от при наявності в хворого імунодефіциту, зокрема це часто відбувається при СНІДі, при тривалій терапії глюкокортикоїдами, при застосуванні імунодепресантів після трансплантації, відбувається генералізація стронгілоїдозу — спостерігається дифузне ураження всіх відділів кишки, гематогенна дисемінація личинок з контамінацією легень, підшлункової залози, серця, ЦНС. У таких тяжких випадках через ушкодження кишки, спричинених великою кількістю кишкових вугриць, здійснюється й транслокація кишкових бактерій, що призводить до полімікробної бактеріємії майже у 50 % хворих та менінгіту.

## Клінічні прояви

### Класифікація
До МКХ-10 включений «Стронгілоїдоз» під кодом В78, в якому додатково виділяють:
- Стронгілоїдоз кишковий (В78.0);
- Стронгілоїдоз шкіри (В78.1);
- Дисемінований стронгілоїдоз (В78.7);
- Стронгілоїдоз неуточнений (В78.9).

### Загальні прояви
Тривалість інкубаційного періоду точно невідома. Рання міграційна фаза стронгілоїдозу, яка відбувається при перкутанному зараженні, триває до 10 днів. Личинка, яка мігрує під шкірою, виглядає при поверхневому розташуванні як тоненька червона лінія, яка швидко рухається (більше 5 см за день), а потім швидко зникає. У цій ситуації хворобу визначають як стронгілоїдоз шкіри. У цю фазу також спостерігають гарячку, кропив'янку або папульозні висипання, які супроводжуються шкірним свербінням, кашель іноді з домішкою крові в мокроті, задишку. У пізній фазі інвазії, коли гельмінти досягають статевої зрілості і паразитують в кишці, клінічні прояви захворювання пов'язані з ураженням травної системи. Тоді йдеться про кишковий стронгілоїдоз. За відсутності лікування і продовження автоінвазії гельмінтоз набуває хронічного перебігу, іноді триває багато десятиліть.

### Типовий перебіг
При легкому перебігу захворювання спостерігаються нудота, періодично біль в епігастрії. Можливе візуально непомітне виповзання личинок через анальний отвор, яке супроводжується нерідко свербінням періанальної ділянки. Випорожнення, як правило, не змінені, можуть спостерігатися запори або чергування запорів із проносами. При виражених проявах нудота нерідко супроводжується блюванням, іноді з'являється гематемезис, виникають гострий нападоподібний біль в епігастрії або по всьому животі, періодично рідкі випорожнення до 5-7 разів на добу. Печінка у деяких хворих збільшена і ущільнена. При симптомному маніфестному перебігу стронгілоїдозу проноси стають постійними, випорожнення набувають гнильного запаху і містить залишки неперетравленої їжі. Діарея є в такій ситуації основним симптомом. Випорожнення часті, до 15-20 разів на добу, а іноді спостерігають надмірне їхнє почастішання, що отримало назву в старих літературних джерелах як «непереможна діарея» (англ. invincible diarrhea). Найчастіше випорожнення водянисті, іноді — з домішками слизу і крові. З боку нервової системи відзначають головний біль, запаморочення, підвищену розумову стомлюваність, неврастенічні і психастенічні прояви.

### Перебіг з переважанням алергічних проявів
Характеризується явищами вперто рецидивуючої кропив'янки різного виду з утворенням прямолінійних або серпантиноподібних ліній, кілець, плям, пухирів тощо, свербежу, міалгій, артралгій. У деяких хворих виявляють алергічні міокардити, бронхіти астматичного характеру, астеновегетативний синдром, поліартралгію як прояв алергії. Описані ураження органу зору алергічного і трофічного характеру: коньюнктивіти, ангіоретінопатії, макуліти, виразки рогівки. З боку травного тракту при такому перебігу диспепсичні розлади і абдомінальний біль виражені помірно. Бувають і ураження слизистої оболонки сечового міхура з дизурією.

### Гіперінфекційний синдром
Гастроінтестінальні та легеневі прояви виразні. Проноси стійки, практично невпинні. Розвивається зневоднення, тяжка вторинна анемія, кахексія. Легеневі прояви включають задишку, кровохаркання і дихальну недостатність. Інші прояви обумовлені ураженнями інших органів. Ураженнями ЦНС є паразитарний менінгіт, абсцес мозку, дифузний енцефаліт. Вторинний менінгіт і сепсис, спричинений грамнегативними бактеріями відбуваються з високою частотою, вони пов'язані з порушенням цілісності слизової оболонки кишки, із потраплянням цих бактерій до кровотоку внаслідрк наявності їх на поверхні мігруючих личинок. Потрапляння личинок до печінки може призвести до холестатичної жовтяниці та гранулематозного гепатиту.

### Дисемінований стронгілоїдоз
Розвивається на тлі імунодефіциту, через що практично всі прояви пов'язані як з тяжким пошкодженням органів (кишка, легені, печінка тощо), уражених кишковими вугрицями, так і з імунними порушеннями, які маскують прояви безпосередньо стронгілоїдозних уражень, через що нерідко сам стронгілоїдоз своєчасно не розпізнається. Часто алергічні прояви, притаманні типовому перебігу, змазані через переважання імунодефіциту.

## Ускладнення
Нерідкі виразкові ураження кишки, можуть бути апендицит, перфоративний перитоніт, кишкова непрохідність, панкреатит, мальабсорбція. Тяжкий гіперінфекційний і дисемінований стронгілоїдоз призводить до високої летальності, яка досягає 80 %, тому що діагноз часто встановлюється пізно через неспецифічність клінічних проявів і слабку відповідь імуноскомпрометованої людини, у якої зазвичай розвивається такий тяжкий процес.

## Діагностика

### Клініко-епідеміологічна діагностика
Підозрілим на стронгілоїдоз є:
- епідеміологічний анамнез (проживання або перебування в несприятливих по стронгілоїдозу регіонах);
- короткочасні, раптові шкірні алергічні прояви на ногах, пальцях рук, які виникають без видимої причини;
- алергічні та загальнотоксичні реакції, які швидко розвиваються слідом за цим;
- наявність літучих інфільтратів у легенях, які спостерігають при рентгенологічному дослідженні;
- поліорганність уражень;
- рецидивуюча алергія, особливо. коли вона поєднується з кишковими проявами;
- стійкий діарейний синдром, який супроводжується диспротеїнемією.

### Загальнолабораторна і інструментальна діагностика
У периферичній крові у більшості хворих в ранню фазу в загальному аналізі виявляють еозинофілію до 70-80 %, при тривалих інвазіях виникає помірна вторинна анемія, відзначають гіпопротеїнемію, і лише іноді еозинофілію. При тяжкому перебігу стронгілоїдозу еозинофілія може бути слабо виражена або, навіть, спостерігають анеозінофілію. Через відсутність патогномонічних симптомів при стронгілоїдозі обстеженню на наявність його підлягають всі хворі з високою еозинофілією. Великі труднощі являє діагностика стронгілоїдозу у випадках відхилення від звичайного міграційного шляху Strongyloides stercoralis. Захворювання незалежно від особливостей початкових ознак може призвести до локалізації збудника в пізнішій стадії захворювання поза кишкою. Враховуючи це, на стронгілоїдоз слід обстежувати всіх хворих із хронічними рецидивуючими захворюваннями травної системи і жовчних шляхів. При ураженні слизової оболонки сечового міхура можуть виникати альбумінурія, гематурія. Біохімічні дослідження дозволяють виявити іноді підвищення рівня білірубіну, порушення антитоксичної функції печінки.
У міграційну фазу хвороби при рентгенографію легенів іноді виявляють летючі інфільтрати. Зміни при інструментальних дослідженнях неспецифічні: рентгенологічне дослідження органів травної системи дозволяє виявити ознаки хронічного гастриту, дуоденіту, перидуоденіту, дискінезії дванадцятипалої кишки, спастичного коліту. При фіброгастродуоденоскопії виявляють геморагічний, ерозивний або виразковий гастродуоденіт.

### Специфічна діагностика
Полягає у виявленні личинок у дуоденальному вмісті та калі (за методом Шульмана, Бермана тощо), зрідка й у сечі виявляють личинки паразитів. У міграційній фазі іноді вдається виявити личинки в мокроті. Використовують ІФА крові, зменшення кількісного титру антитіл в процесі лікування є показником адекватності терапії. При стронгілоїдозній міграції іноді посів мокроти на бактеріальні збудники демонструє рост бактерій у вигляді «смужкових» колоній, де смужки росту бактерій, які відходять від округлої основної колонії, відбуваються через розповзання личинок гельмінта і проявлення сліду цього саме виявляють у вигляді смужок колоній.

## Лікування
Лікування хворих на стронгілоїдоз здійснюється відповідно до загальних принципів терапії інфекційних захворювань.

### Етіотропна терапія
Рекомендовано всім хворим, навіть зі стертим перебігом через небезпеку виникнення гіперінфекційного синдрому або генералізації в разі приєднання імунодефіциту. Застосовують мебендазол або альбендазол по 0,2 г 2 рази на добу 3 дні. Через 3 тижні рекомендується провести повторний цикл лікування в тих же дозах. При тяжкому перебігу інвазії, у пацієнтів з імунодефіцитними станами слід провести повторні курси протигельмінтної терапії зі зміною препаратів. У країнах Європи і Північної Америки слід застосувати ще івермектін і тіабендазол. У регіонах, де проводиться профілактика онхоцеркозу або лімфатичних філяріїдозів із застосуванням івермектина, виявлене помітне зниження поширеності стронгілоїдозу, що свідчить про ефективність препарату при лікуванні цього гельмінтозу. Комітет ВООЗ по основних лікарських засобів заніс івермектин до списку препаратів для лікування стронгілоїдозу, в тому числі, в поєднанні з альбендазолом. Івермектин та тіабендазол наразі не зареєстровані в Україні.

### Патогенетичне лікування
При загрозі виникнення супутнього бактеріального менінгіту, сепсису в разі генералізації стронгілоїдозу додатково застосовують антибіотики. Характер і обсяг патогенетичної та симптоматичної терапії визначаються тяжкістю захворювання і наявними порушеннями функцій органів і систем.

## Профілактика

### Загальні заходи
Профілактика стронгілоїдозу включає санітарно-епідеміологічні заходи, спрямовані на охорону ґрунту від фекального забруднення, санітарну просвіту населення, обстеження населення на гельмінти та проведення дегельмінтизації хворим. З метою захисту від зараження в ендемічних по стронгілоїдозу регіонах необхідно ретельно мити овочі та зелень, для пиття використовувати кип'ячену або промислово виготовлену воду, передбачають заходи щодо захисту відкритих частин тіла від укорінення личинок. Мандрівники до ендемічних районів повинні носити взуття при ходьбі на пляжі та в інших місцях з відкритим ґрунтом. Знезараження об'єктів навколишнього середовища, зокрема ґрунту, від личинок збудника стронгілоїдозу, досягається шляхом обробки їх 10 % розчином хлориду натрію, азотними, калійними, мінеральними добривами, а також пестицидом карбатіоном у вигляді 2 % розчину, що зумовлює загибель личинок і статевозрілих вільноживучих паразитів.

### Боротьба з атрактантами
Відомо, що личинки кишкових вугриць вловлюють із зовнішнього середовища відповідні хімічні сигнали, за якими вони знаходять потенційного хазяїна. Вони використовують як датчики свої нейрони, щоб ідентифікувати ці сигнали, якими є неспецифічні атрактанти тепла, вуглекислого газу, хлориду натрію, які надходять від людей або тварин. Головним притягуючим цих личинок атрактантом є уроканінова кислота, яку широко виділяють шкірні залози ссавців. Ця кислота на шкірі може бути заблокована іонами металів, що є напрямком стратегії профілактики перкутанного зараження стронгілоїдозом при перебуванні у високоендемічних по цій інвазії територіях.